# Zapasy na Letnich Igrzyskach Olimpijskich 1932 – kategoria do 79 kg w stylu klasycznym
Zmagania mężczyzn do 79 kg to jedna z siedmiu męskich konkurencji w zapasach w stylu klasycznym rozgrywanych podczas Letnich Igrzysk Olimpijskich 1932. Pojedynki w tej kategorii wagowej odbyły się w dniach 4 – 7 sierpnia.

## Klasyfikacja[1]
| Pos. | Zawodnik       | Kraj      |
| ---- | -------------- | --------- |
| 1    | Väinö Kokkinen | Finlandia |
| 2    | Jean Földeák   | Niemcy    |
| 3    | Axel Cadier    | Szwecja   |
| 4    | Émile Poilvé   | Francja   |

## Zasady[2]
Punktacja opierała się na systemie "złych punktów karnych". Zwycięzca otrzymywał zero punktów za wygraną przez "tusz" (łopatki), a jeden za zwycięstwo decyzją trzech sędziów. Za porażkę na punkty zawodnik otrzymywał trzy punkty. Uzyskanie pięciu lub więcej punktów eliminowało zapaśnika z turnieju.   

## Wyniki

### Pierwsza runda[3]
| Zwycięzca      | Punkty karne | Wynik     | Przegrany    | Punkty karne |
| -------------- | ------------ | --------- | ------------ | ------------ |
| Väinö Kokkinen | 1            | Na punkty | Émile Poilvé | 3            |
| Jean Földeák   | 1            | Na punkty | Axel Cadier  | 3            |

### Druga runda[4]
Émile Poilvé wycofał się.
| Zwycięzca      | Punkty karne | Wynik     | Przegrany    | Punkty karne |
| -------------- | ------------ | --------- | ------------ | ------------ |
| Väinö Kokkinen | 2            | Na punkty | Jean Földeák | 4            |
| Axel Cadier    | 3            | -         | Bez walki    |              |

### Trzecia runda[5]
| Zwycięzca      | Punkty karne | Wynik   | Przegrany   | Punkty karne |
| -------------- | ------------ | ------- | ----------- | ------------ |
| Väinö Kokkinen | 2            | Łopatki | Axel Cadier | 6            |
| Jean Földeák   | 4            | -       | Bez walki   |              |